# Попович, Траян
Траян Попович (рум. Traian Popovici; 17 октября 1892 — 4 июня 1946) — румынский адвокат и примар города Черновцы во время Второй мировой войны. Известен тем, что спас около 20 000 евреев Буковины от депортации.

## Биография
Траян Попович родился 17 октября 1892 года в селе Руши Мэнэстиоарей, тогда в герцогстве Буковина, Австро-Венгрия, сегодня местность в коммуне Удешти, уезд Сучава. Он был сыном священника Иоанна Поповича и правнуком известного священника Андрея, который в 1777 году отказался приносить присягу Австрийской империи.
В 1908 году он незаконно пересёк границу с Румынией ради того, чтобы послушать выступление выдающегося румынского общественного и культурного деятеля Николае Йорги в румынском городке неподалёку. Окончив гимназию в 1911 году, Попович поступил на факультет права Черновицкого университета. С началом Первой мировой войны он вступил в румынскую армию, в которой и служил до конца войны. В послевоенное время Попович работал в Черновцах адвокатом. Во время Второй мировой войны после захвата Буковины и Северной Бессарабии Советским Союзом в июле 1940 года Траян уехал в Бухарест.
После нападения Германии на СССР и начала румынской оккупации диктатор Ион Антонеску предложил ему стать мэром Черновцов, но Попович первоначально отказался, не желая служить фашистскому правительству. Он изменил своё мнение по совету друзей и 1 августа 1941 года вступил в новую должность. Вскоре после назначения мэром ему было приказано создать в Черновцах гетто для евреев, однако Попович не был согласен с тем, что часть населения города должна быть помещена за колючую проволоку. После долгих дебатов губернатор региона принял его точку зрения. За симпатии к евреям Поповича политические противники прозвали «jidovitul» («превращённый в еврея»).
В 1941 году новый губернатор объявил о своем решении, согласно которому все евреи Черновцов должны были быть депортированы в Транснистрию. После беседы с губернатором последний разрешил Поповичу назначить 200 евреев, которые должны были остаться в Черновцах. Оставшись недовольным такой скромной уступкой, Попович пошёл на приём к Антонеску, где настаивал на том, что еврейское население играет очень важную роль в хозяйственной жизни Черновцов. В результате он получил от Антонеску разрешение расширить список, в окончательный вариант которого было включено уже 20000 евреев, которые таким образом избежали депортации. В феврале 1942 года генерал Калотеску потребовал возобновить депортацию евреев. Депортации начались 4 июня, после того как Калотеску Поповича с должности мэра города. Его место занял Димитрий Галеш, депортации в Транснистрию возобновились, в результате чего в Транснистрии погибло ещё пять тысяч евреевref name="descopera"/>.
В первом послевоенном 1945 году опубликовал мемуары, где подробно рассказал о трагедии Холокоста на территории Румынии. В предисловии к тексту он написал:

Неоспоримо, что мера депортации евреев в Транснистрию была и остается бездумным актом лидера государства маршала Антонеску, бесчеловечным, жестоким и диким актом, который глубоко потряс само существо нашей нации, актом, который высвободил самые отвратительные инстинкты в человеке: ненависть и жадность.

В 1946 году Траян Попович умер в селе Колаку, коммуна Фунду Молдовей, недалеко от Кымпулунг-Молдовенеска, где и похоронен.
2 января 1969 года израильский Мемориальный комплекс истории Холокоста «Яд ва-Шем» признал Траяна Поповича праведником народов мира.